# Zizinho
Tomás Soares da Silva – kurz Zizinho genannt – (* 14. September 1921 in Niterói; † 7. Februar 2002) war ein brasilianischer Fußballspieler. 
Der Stürmer Zizinho spielte ab 1939 in der ersten brasilianischen Liga. Seine Profikarriere begann er in Rio de Janeiro beim CR Flamengo. Mit Flamengo erzielte er seinen größten Erfolg in den 1940er Jahren, wo er blieb, bis er nach Bangu verkauft wurde. Sein erstes Länderspiel bestritt er am 17. Januar 1942 beim 1:2 gegen Argentinien bei der Südamerikameisterschaft 1942. Am 3. Februar 1946 führte er erstmals als Kapitän die brasilianische Mannschaft aufs Feld, dabei gelangen ihm 4 Tore zum 5:1 gegen Chile. Insgesamt fungierte er 18-mal als Kapitän. Auch beim höchsten Länderspielsieg Brasiliens, dem 10:1 gegen Bolivien am 10. April 1949 gelangen ihm 2 Tore.
Höhepunkt seiner Karriere sollte die Fußball-Weltmeisterschaft 1950 im eigenen Land sein. Zizinho trug durch seine Leistungen bei diesem Turnier, er erzielte je ein Tor gegen Jugoslawien und Spanien, maßgeblich dazu bei, dass Brasilien in der Endrunde ein Remis im letzten Spiel gegen Uruguay zum Weltmeistertitel genügt hätte. Seine Mannschaft verlor jedoch mit 1:2. Diese Niederlage gilt neben dem 1:7 gegen Deutschland als die größte Tragödie in der Geschichte des brasilianischen Fußballs. So blieb die Südamerikameisterschaft 1949, bei der er 5 Tore erzielte, sein einziger Titel mit der Nationalmannschaft.
Bis zum 3. April 1957 brachte es Zizinho auf 53 Länderspiele und erzielte dabei 30 Tore. Auch sein letztes Länderspiel fand wie das erste bei einer Südamerikameisterschaft statt und wieder war Argentinien der Gegner. Wie das erste, ging auch dieses verloren (0:3). Er war bis zum 13. Mai 1959 Rekordnationalspieler Brasiliens und ist mit 34 Spielen und 17 Toren sowohl einer der Rekordspieler (zusammen mit dem Chilenen Sergio Livingstone) als auch einer der Rekordtorschützen der Copa América (gemeinsam mit dem Argentinier Norberto Méndez).
Für Pelé war er einer der besten und komplettesten Spieler aller Zeiten.

## Erfolge
Nationalmannschaft
- Copa América: 1949
- Vize-Weltmeister 1950

Vereine
- Staatsmeisterschaft von Rio de Janeiro: 1939, 1942, 1943, 1944
- Staatsmeisterschaft von São Paulo: 1957